# Trégua dos doze anos
A chamada Trégua dos doze anos foi firmada em 1609 entre as Províncias Unidas (lideradas pela Holanda e Zelândia) e a Espanha, no curso da Guerra dos Oitenta Anos, iniciada em 1568.
Ao fim desta trégua (1621), as Províncias Unidas retomaram a guerra contra a Espanha, o que teve como uma das consequências o início da invasão do nordeste brasileiro pela Companhia Holandesa das Índias Ocidentais.